# Newport News Shipbuilding
«Newport News Shipbuilding» (Ньюпорт-Ньюс Шипбилдинг; полное название Northrop Grumman Shipbuilding Newport News) — американская верфь, расположенная в городе Ньюпорт-Ньюс (шт. Виргиния).
Является подразделением Huntington Ingalls Industries. Крупнейшая частная верфь в США. Одна из двух верфей (наряду с Electric Boat корпорации General Dynamics), производящих и ремонтирующих все типы атомных подводных лодок, и единственная верфь, способная строить атомные авианосцы. Верфи принадлежит крупнейший в западном полушарии козловой кран грузоподъёмностью 1050 т и крупнейший в западном полушарии 600-метровый док. Верфь сотрудничает с расположенной рядом верфью Norfolk Naval Shipyard в Портсмуте. С момента своего создания компания построила 264 военно-морских корабля и 543 торговых судна.

## История
В начале 1870 годов известный промышленник Коллис Хантингтон (1821—1900) финансировал окончание строительства железной дороги Чесапик — Огайо (Chesapeake and Ohio Railroad, C&O) из Ричмонда к берегам реки Огайо. Дорога была построена в целях развития предпринимательства, однако вскоре стала основным каналом поставки битуминозного угля с ранее отрезанных от побережья месторождений в бассейнах рек Нью-Ривер (New River) и Канавха-Ривер (Kanawha River) в штате Западная Виргиния. В 1881 году ветка дороги Чесапик — Огайо была проложена по п-ову Вирджиния до нового угольного терминала Хэмптон-Роудз (Hampton Roads), расположенного недалеко от независимой коммуны на мысе Ньюпорт-Ньюс (Newport News Point).
Строительство железной дороги в эти места было первой частью планов Хантингтона по развитию Виргинии. В 1886 году оп построил верфь Newport News Shipbuilding and Drydock Company для ремонта кораблей, прибывающих к угольному терминалу. В 1891 году верфь построила своё первое судно, буксир «Дороти» (Dorothy). К 1897 году «Ньюпорт-Ньюс» построила три больших корабля для ВМС США: канонерские лодки «Нэшвилл» (Nashville), «Уилмингтон» (Wilmington) и «Хелена» (Helena).
После смерти Хантингтона в 1900 году, большая часть наследства досталась его племяннику Генри Хантингтону (Henry E. Huntington), который продолжил дело основателя компании.
В 1906 году, с появлением «Дредноута», началась гонка морских вооружений. В период 1907—1923 годы «Ньюпорт-Ньюс» построил 6 из 23 дредноутов ВМФ США — «Делавэр», «Техас», «Пенсильвания», «Миссисипи», «Мэриленд» и «Западная Виргиния». Все эти корабли, кроме первого, участвовали во Второй мировой войне.
В 1907 году «Большой белый флот», состоявший из американских линкоров, отправился в кругосветное путешествие. 7 из 16 входивших в него линкоров были построены на «Ньюпорт-Ньюс». В 1914 году «Ньюпорт-Ньюс» построила для Mallory Steamship Company пассажирский пароход «Медина» (англ. SS Medina). В настоящее время это судно находится в строю под именем «Дулос» (MV Doulos и является самым старым действующим океанским лайнером в мире.
Судьба верфи всегда была тесно переплетена с судьбой общины Ньюпорт-Ньюс. Уолтер Пост (Walter A. Post), президент компании с 9 марта 1911 года по 12 февраля 1912 года, который прибыл в Виргинию как строитель терминалов дороги Чесапик — Огайо, в 1896 году стал первым мэром Ньюпорт-Ньюс, когда он приобрёл статус независимого города. 14 марта 1914 года пост президента занял молодой уроженец Нью-Йорка Альберт Хопкинс Albert L. Hopkins. Он погиб на борту теплохода «Лузитания», торпедированного немецкой подводной лодкой у побережья Ирландии. Вместе с ним погибли ещё 127 американцев, а помощнику Хопкинса Фреду Гантлетту (Fred Gauntlett) удалось спастись. Гомер Фергюсон (Homer Lenoir Ferguson) был президентом компании после гибели Хопкинса (июль 1914 — 31 июля 1946 года). Он провёл компанию через Первую и Вторую мировые войны, стал руководители общины Ньюпорт-Ньюс и вместе с Арчером Хантингтоном, основателем Морского музея.
К северо-западу от верфи расположен город Хилтон-Виллэдж (Hilton Village), построенный в 1918 году правительством для размещения рабочих. В 1922 году Генри Хантингтон выкупил дома у федеральных властей и содействовал приобретению их персоналом верфи. Три улицы в Хилтон-Виллэдж названы в честь Поста, Хопкинса и Фергюсона.
Трагедия «Лузитании» стала одним из поводов для вступления США в Первую мировую войну. В период с 1918 по 1920 год на верфи «Ньюпорт Ньюс» были построены 25 эсминцев, а после войны началось строительство авианосцев. «Рейнджер» был построен в 1934 году, далее последовали «Йорктаун» и «Энтерпрайз».
К 1940 году верфь получила заказы ещё на 7 авианосцев и 4 крейсера. Во время второй мировой войны здесь строились корабли в рамках правительственной программы ускоренного строительства кораблей (Emergency Shipbuilding Program). К концу 1941 года было построено 243 судна, включая 186 транспортных судов типа «Либерти». За отличие в производстве оборонной продукции, ВМФ США присвоил верфи знак «Е» («E» pennant).
В послевоенные годы верфь построила знаменитый пассажирский лайнер «Юнайтед Стейтс», установивший не превзойдённый по сей день рекорд скорости трансатлантического плавания. В 1954 году «Ньюпорт-Ньюс» совместно с «Вестингауз» (Westinghouse Electric Corporation) и ВМФ США разработала и построила прототип ядерного реактора для двигательной установки авианосца. В 1959 году верфь построила свою первую многоцелевую атомную подводную лодку «Шарк» типа «Скипджек» и первую подводную лодку с баллистическими ракетами «Роберт Ли» типа «Джордж Вашингтон». В 1960 году на воду был спущен первый в мире атомный авианосец «Энтерпрайз».
В 1970-х годах верфь построила два самых крупных из когда-либо построенных в западном полушарии танкера и три самых крупных построенных в США газовоза дедвейтом по 390 000 т. Совместно с «Вестингауз» компания разработала ядерный реактор для плавучих электростанций.
В 1980-х годах «Ньюпорт Ньюс» производила продукцию для военно-морского флота, включая авианосцы типа «Нимиц» и многоцелевые подводные лодки типа «Лос-Анджелес».

## Слияния и поглощения
В 1968 году произошло слияние компаний «Ньюпорт Ньюс» и «Теннеко». В 1996 году «Теннеко» выделило «Ньюпорт Ньюс» в независимую компанию под названием «Ньюпорт Ньюс Шипбилдинг» (Newport News Shipbuilding).
7 ноября 2001 года было достигнуто соглашение о приобретении «Ньюпорт Ньюс Шипбилдинг» компанией «Нортроп-Грумман» за 2,6 млрд долл. В результате возникла компания «Нортроп-Грумман Ньюпорт Ньюс» (Northrop Grumman Newport News) стоимостью 4 млрд долл.
28 января 2008 года «Нортроп-Грумман» объединила два своих кораблестроительных подразделения «Northrop Grumman Newport News» и «Northrop Grumman Ship Systems» в единый сектор под названием «Нортроп-Грумман Шипбилдинг» (Northrop Grumman Shipbuilding).

## Современность
Основные мощности компании расположены в Ньюпорт-Ньюс (штат Виргиния) на принадлежащих компании 220 гектарах земли, в устье реки Джеймс Ривер. Среди сооружений семь сухих доков, плавучий сухой док, семь причалов для достройки кораблей, завод по изготовлению судовых секций. Сухой док № 12, длиной 662 метра, является крупнейшим в западном полушарии. Док обслуживается 900 тонными козловыми кранами, работающими в зоне сухого дока и рабочей площадки.
На сегодняшний момент в доках компании ведётся постройка атомных авианосцев типа Джеральд Форд. По настоянию ВМС США, строительство подводных лодок типа «Вирджиния» ведётся Ньюпорт Ньюс совместно с Electric Boat. Окончательная сборка, испытания и оснащение, будут производиться поочередно на двух верфях. В рамках соглашения Electric Boat выступает в качестве главного подрядчика и ведущего разработчика.
В ноябре 2020 года Министерство обороны США заключило контракт с американскои судостроительнои компаниеи Ньюпорт-Ньюс Шипбилдинг на сумму более 280 млн
- Винт авианосца «Карл Винсон» (CVN-70)
- авианосец «Джеральд Форд»

## Корабли построенные компанией

### Авианосцы
| Бортовой номер | Название                  | Класс | Тип          | Заложен    | Спущен     | В строю    | Списан     |
| -------------- | ------------------------- | ----- | ------------ | ---------- | ---------- | ---------- | ---------- |
| 4              | CV-4 «Рейнджер»           | АВМ   | «Рейнджер»   | 26.09.1931 | 25.02.1933 | 04.06.1934 | 18.10.1946 |
| 5              | CV-5 «Йорктаун»           | АВМ   | «Йорктаун»   | 21.05.1934 | 04.04.1936 | 30.09.1937 | 07.06.1942 |
| 6              | CV-6 «Энтерпрайз»         | АВМ   | «Йорктаун»   | 06.07.1934 | 03.10.1936 | 12.05.1938 | 17.02.1947 |
| 8              | CV-8 «Хорнет»             | АВМ   | «Йорктаун»   | 25.09.1939 | 14.12.1940 | 20.10.1941 | 26.10.1942 |
| 9              | CV-9 «Эссекс»             | АВМ   | «Эссекс»     | 28.04.1941 | 31.07.1942 | 31.12.1942 | 30.06.1969 |
| 10             | CV-10 «Йорктаун»          | АВМ   | «Эссекс»     | 01.12.1941 | 21.01.1943 | 15.04.1943 | 27.06.1970 |
| 11             | CV-11 «Интерапид»         | АВМ   | «Эссекс»     | 01.12.1941 | 26.04.1943 | 16.08.1943 | 15.03.1974 |
| 12             | CV-12 «Хорнет»            | АВМ   | «Эссекс»     | 03.08.1942 | 30.08.1943 | 29.11.1943 | 26.06.1979 |
| 13             | CV-13 «Франклин»          | АВМ   | «Эссекс»     | 17.12.1942 | 14.10.1943 | 31.01.1944 | 01.10.1964 |
| 14             | CV-14 «Тикондерога»       | АВМ   | «Эссекс»     | 01.02.1943 | 07.02.1944 | 08.05.1944 | 01.12.1969 |
| 15             | CV-15 «Рэндольф»          | АВМ   | «Эссекс»     | 10.05.1943 | 29.06.1944 | 09.10.1944 | 13.02.1969 |
| 21             | CV-21 «Боксёр»            | АВМ   | «Эссекс»     | 13.09.1943 | 14.12.1944 | 16.04.1945 | 01.12.1969 |
| 32             | CV-32 «Лейте»             | АВМ   | «Эссекс»     | 21.02.1944 | 23.08.1945 | 11.04.1946 | 15.05.1959 |
| 41             | CV-41 «Мидуэй»            | АВМ   | «Мидуэй»     | 27.10.1943 | 20.03.1945 | 10.09.1945 | 11.04.1992 |
| 43             | CV-43 «Корал Си»          | АВМ   | «Мидуэй»     | 10.07.1944 | 02.04.1946 | 01.10.1947 | 26.04.1990 |
| 59             | CV-59 «Форрестол»         | АВМ   | «Форрестол»  | 14.07.1952 | 11.12.1954 | 01.10.1955 | 11.09.1993 |
| 61             | CV-61 «Рейнджер»          | АВМ   | «Форрестол»  | 02.08.1954 | 29.09.1956 | 10.08.1957 | 10.07.1993 |
| 65             | CVN-65 «Энтерпрайз»       | АВМА  | «Энтерпрайз» | 04.02.1958 | 24.09.1960 | 25.11.1961 | 01.12.2012 |
| 66             | CV-66 «Америка»           | АВМ   | «Китти-Хок»  | 09.01.1961 | 01.02.1964 | 23.01.1965 | 09.08.1996 |
| 67             | CV-67 «Джон Кеннеди»      | АВМ   | «Китти-Хок»  | 22.10.1964 | 27.05.1967 | 07.09.1968 | 01.08.2007 |
| Бортовой номер | Название                  | Класс | Тип          | Заложен    | Спущен     | В строю    | Списан     |
| 68             | CVN-68 «Нимиц»            | АВМА  | «Нимиц»      | 22.06.1968 | 13.05.1972 | 03.05.1975 |            |
| 69             | CVN-69 «Дуайт Эйзенхауэр» | АВМА  | «Нимиц»      | 15.08.1970 | 11.10.1975 | 18.10.1977 |            |
| 70             | CVN-70 «Карл Винсон»      | АВМА  | «Нимиц»      | 11.10.1975 | 15.03.1980 | 13.03.1982 |            |
| 71             | CVN-71 «Теодор Рузвельт»  | АВМА  | «Нимиц»      | 31.10.1981 | 27.10.1984 | 25.10.1986 |            |
| 72             | CVN-72 «Авраам Линкольн»  | АВМА  | «Нимиц»      | 03.11.1984 | 13.02.1988 | 11.11.1989 |            |
| 73             | CVN-73 «Джордж Вашингтон» | АВМА  | «Нимиц»      | 25.08.1986 | 21.07.1990 | 04.07.1992 |            |
| 74             | CVN-74 «Джон Стеннис»     | АВМА  | «Нимиц»      | 13.03.1991 | 11.11.1993 | 09.12.1995 |            |
| 75             | CVN-75 «Гарри Трумэн»     | АВМА  | «Нимиц»      | 29.11.1993 | 07.09.1996 | 25.07.1998 |            |
| 76             | CVN-76 «Рональд Рейган»   | АВМА  | «Нимиц»      | 12.02.1998 | 04.03.2001 | 12.07.2003 |            |
| 77             | CVN-77 «Джордж Буш»       | АВМА  | «Нимиц»      | 06.09.2003 | 09.10.2006 | 10.01.2009 |            |

### Линкоры
- «Вирджиния», линкор, 1904, головной корабль серии.
- «Техас», линкор типа «Нью-Йорк», 1912, в настоящее время корабль-музей.

### Крейсера
- Атомные ракетные крейсера типа «Вирджиния»

| Бортовой номер | Название             | Класс | Тип         | Заложен    | Спущен     | В строю    | Списан     |
| -------------- | -------------------- | ----- | ----------- | ---------- | ---------- | ---------- | ---------- |
| 38             | CGN-38 «Вирджиния»   | РКР   | «Вирджиния» | 19.08.1972 | 14.12.1974 | 11.09.1976 | 10.11.1994 |
| 39             | CGN-39 «Техас»       | РКР   | «Вирджиния» | 18.08.1973 | 09.08.1975 | 10.09.1977 | 16.07.1993 |
| 40             | CGN-40 «Миссиссиппи» | РКР   | «Вирджиния» | 22.02.1975 | 31.07.1976 | 05.08.1978 | 28.07.1997 |
| 41             | CGN-41 «Арканзас»    | РКР   | «Вирджиния» | 17.01.1977 | 21.10.1978 | 18.10.1980 | 07.07.1998 |

### АПЛ
- «Шарк», многоцелевая АПЛ, 1959, первая атомная подводная лодка компании

| Бортовой номер | Название                    | Класс | Тип                | Заложен    | Спущен     | В строю    | Списан     |
| -------------- | --------------------------- | ----- | ------------------ | ---------- | ---------- | ---------- | ---------- |
| 601            | SSBN-601 «Роберт Ли»        | ПЛАРБ | «Джордж Вашингтон» | 25.08.1958 | 18.12.1959 | 16.09.1960 | 01.12.1983 |
| 609            | SSBN-609 «Сэм Хьюстон»      | ПЛАРБ | «Итэн Аллен»       | 28.12.1959 | 02.02.1961 | 06.03.1962 | 06.09.1991 |
| 611            | SSBN-611 «Джон Маршалл»     | ПЛАРБ | «Итэн Аллен»       | 04.04.1960 | 15.06.1961 | 21.05.1962 | 22.07.1992 |
| 618            | SSBN-618 «Томас Джефферсон» | ПЛАРБ | «Итэн Аллен»       | 03.02.1961 | 24.02.1962 | 04.01.1963 | 30.04.1986 |
| 622            | SSBN-622 «Джеймс Монро»     | ПЛАРБ | «Лафайет»          | 31.07.1961 | 04.08.1962 | 07.12.1963 | 25.09.1990 |
| 625            | SSBN-625 «Генри Клей»       | ПЛАРБ | «Лафайет»          | 23.10.1961 | 30.11.1962 | 20.02.1964 | 05.11.1990 |
| 627            | SSBN-627 «Джеймс Мэдисон»   | ПЛАРБ | «Джеймс Мэдисон»   | 05.03.1962 | 15.03.1963 | 28.07.1964 | 20.11.1992 |
| 630            | SSBN-630 «Джон Кэлхаун»     | ПЛАРБ | «Джеймс Мэдисон»   | 04.06.1962 | 22.06.1963 | 15.09.1964 | 28.03.1994 |
| 632            | SSBN-632 «Ван Стабен»       | ПЛАРБ | «Джеймс Мэдисон»   | 04.09.1962 | 18.10.1963 | 30.09.1964 | 26.02.1994 |
| 635            | SSBN-635 «Сэм Рейбёрн»      | ПЛАРБ | «Джеймс Мэдисон»   | 03.12.1962 | 20.12.1963 | 02.12.1964 | 31.07.1989 |

- Атомные подводные лодки типа «Лос-Анджелес»

| Бортовой номер | Название                  | Класс | Тип            | Заложен    | Спущен     | В строю    | Списан     |
| -------------- | ------------------------- | ----- | -------------- | ---------- | ---------- | ---------- | ---------- |
| 688            | SSN-688 «Лос-Анджелес»    | ПЛАТ  | «Лос-Анджелес» | 08.01.1972 | 06.04.1974 | 13.11.1976 | 23.01.2010 |
| 689            | SSN-689 «Батон-Руж»       | ПЛАТ  | «Лос-Анджелес» | 18.11.1972 | 26.04.1975 | 25.06.1977 | 13.01.1995 |
| 691            | SSN-691 «Мемфис»          | ПЛАТ  | «Лос-Анджелес» | 23.06.1973 | 03.04.1976 | 17.12.1977 | 01.04.2011 |
| 693            | SSN-693 «Цинциннати»      | ПЛАТ  | «Лос-Анджелес» | 06.04.1974 | 19.02.1977 | 11.03.1978 | 29.07.1996 |
| 695            | SSN-695 «Бирмингем»       | ПЛАТ  | «Лос-Анджелес» | 26.04.1975 | 29.10.1977 | 16.12.1978 | 22.12.1997 |
| 711            | SSN-711 «Сан-Франциско»   | ПЛАТ  | «Лос-Анджелес» | 26.05.1977 | 27.10.1979 | 24.04.1981 | 04.11.2016 |
| 712            | SSN-712 «Атланта»         | ПЛАТ  | «Лос-Анджелес» | 17.08.1978 | 16.08.1980 | 06.03.1982 | 16.12.1999 |
| 713            | SSN-713 «Хьюстон»         | ПЛАТ  | «Лос-Анджелес» | 29.01.1979 | 21.03.1981 | 25.09.1982 | 26.08.2016 |
| 714            | SSN-714 «Норфолк»         | ПЛАТ  | «Лос-Анджелес» | 01.08.1979 | 31.10.1981 | 21.05.1983 | 11.12.2014 |
| 715            | SSN-715 «Буффало»         | ПЛАТ  | «Лос-Анджелес» | 25.01.1980 | 08.05.1982 | 05.11.1983 | 30.09.2017 |
| 716            | SSN-716 «Солт-Лейк-Сити»  | ПЛАТ  | «Лос-Анджелес» | 26.08.1980 | 16.10.1982 | 12.05.1984 | 15.01.2006 |
| 717            | SSN-717 «Олимпия»         | ПЛАТ  | «Лос-Анджелес» | 31.03.1981 | 30.04.1983 | 17.11.1984 |            |
| 718            | SSN-718 «Гонолулу»        | ПЛАТ  | «Лос-Анджелес» | 10.11.1981 | 24.09.1983 | 06.07.1985 | 02.11.2007 |
| 721            | SSN-721 «Чикаго»          | ПЛАТ  | «Лос-Анджелес» | 05.01.1983 | 13.10.1984 | 27.09.1986 |            |
| 722            | SSN-722 «Ки-Уэст»         | ПЛАТ  | «Лос-Анджелес» | 06.07.1983 | 20.07.1985 | 12.09.1987 |            |
| 723            | SSN-723 «Оклахома-Сити»   | ПЛАТ  | «Лос-Анджелес» | 04.01.1984 | 02.11.1985 | 09.07.1988 |            |
| 750            | SSN-750 «Ньюпорт-Ньюс»    | ПЛАТ  | «Лос-Анджелес» | 03.03.1984 | 15.03.1986 | 03.06.1989 |            |
| 753            | SSN-753 «Олбани»          | ПЛАТ  | «Лос-Анджелес» | 22.04.1985 | 13.06.1987 | 07.04.1990 |            |
| 756            | SSN-756 «Скрэнтон»        | ПЛАТ  | «Лос-Анджелес» | 29.08.1986 | 03.07.1989 | 26.01.1991 |            |
| 759            | SSN-759 «Джефферсон-Сити» | ПЛАТ  | «Лос-Анджелес» | 21.09.1987 | 17.08.1990 | 29.02.1992 |            |
| 764            | SSN-764 «Бойсе»           | ПЛАТ  | «Лос-Анджелес» | 25.08.1988 | 23.03.1991 | 07.11.1992 |            |
| 765            | SSN-765 «Монпелье»        | ПЛАТ  | «Лос-Анджелес» | 19.05.1989 | 23.08.1991 | 13.03.1993 |            |
| 766            | SSN-766 «Шарлотт»         | ПЛАТ  | «Лос-Анджелес» | 17.08.1990 | 03.10.1992 | 16.09.1994 |            |
| 767            | SSN-767 «Хэмптон»         | ПЛАТ  | «Лос-Анджелес» | 02.03.1990 | 03.04.1992 | 16.11.1993 |            |
| 769            | SSN-769 «Толедо»          | ПЛАТ  | «Лос-Анджелес» | 06.05.1991 | 28.08.1993 | 24.02.1995 |            |
| 770            | SSN-770 «Тусон»           | ПЛАТ  | «Лос-Анджелес» | 15.08.1991 | 20.03.1994 | 18.08.1995 |            |
| 772            | SSN-772 «Гринвилль»       | ПЛАТ  | «Лос-Анджелес» | 28.02.1992 | 17.09.1994 | 16.02.1996 |            |
| 773            | SSN-773 «Шайенн»          | ПЛАТ  | «Лос-Анджелес» | 06.07.1992 | 16.04.1995 | 13.09.1996 |            |

- Атомные подводные лодки типа «Вирджиния»

| Бортовой номер | Название                    | Класс   | Тип         | Заказан    | Заложен    | Спущен     | В строю    |
| -------------- | --------------------------- | ------- | ----------- | ---------- | ---------- | ---------- | ---------- |
| 775            | SSN-775 «Техас»             | МПЛАТРК | «Вирджиния» | 30.09.1998 | 12.07.2002 | 09.04.2005 | 09.09.2006 |
| 777            | SSN-777 «Северная Каролина» | МПЛАТРК | «Вирджиния» | 30.09.1998 | 22.05.2004 | 05.05.2007 | 03.05.2008 |
| 779            | SSN-779 «Нью-Мексико»       | МПЛАТРК | «Вирджиния» | 14.08.2003 | 12.04.2008 | 18.01.2009 | 27.03.2010 |
| 781            | SSN-781 «Калифорния»        | МПЛАТРК | «Вирджиния» | 14.08.2003 | 01.05.2009 | 14.11.2010 | 29.10.2011 |
| 783            | SSN-783 «Миннесота»         | МПЛАТРК | «Вирджиния» | 14.08.2003 | 20.05.2011 | 10.11.2012 | 07.09.2013 |
| 785            | SSN-785 «Джон Уорнер»       | МПЛАТРК | «Вирджиния» | 22.12.2008 | 16.03.2013 | 10.09.2014 | 01.08.2015 |
| 787            | SSN-787 «Вашингтон»         | МПЛАТРК | «Вирджиния» | 22.12.2008 | 22.11.2014 | 25.03.2016 | 07.10.2017 |
| 789            | SSN-789 «Индиана»           | МПЛАТРК | «Вирджиния» | 22.12.2008 | 16.05.2015 | 09.06.2017 | 25.06.2018 |
| 791            | SSN-791 «Делавэр»           | МПЛАТРК | «Вирджиния» | 22.12.2008 | 30.04.2016 |            |            |
| 794            | SSN-7934 «Монтана»          | МПЛАТРК | «Вирджиния» | 28.04.2014 | 16.05.2018 |            |            |
| 796            | SSN-796 «Нью-Джерси»        | МПЛАТРК | «Вирджиния» | 28.04.2014 |            |            |            |
| 798            | SSN-798 «Массачусетс»       | МПЛАТРК | «Вирджиния» | 28.04.2014 |            |            |            |
| 800            | SSN-800 «Арканзас»          | МПЛАТРК | «Вирджиния» | 28.04.2014 |            |            |            |

### Прочее
- «Дороти» (Dorothy), буксир, 1891, первое построенное судно, в настоящее время экспонируется на территории верфи.
- «Джорджия», нефтяной танкер, 1908.
- «Медина», океанский лайнер, 1914, в настоящее время в строю под названием «Дулос», самое старый действующий океанский лайнер в мире.
- Эсминцы типа «Викерс» («Ламбертон»; «Рэдфорд»; «Монтгомери»; «Бриз»; «Гэмбл»; «Рэмсей»), 1918.
- Транспорты типа «Либерти»
- «Юнайтед Стейтс», обладатель рекорда скорости трансатлантического перехода
- «Эмпайр Стейт VI», учебное судно для нью-йоркского морского колледжа

## Цитата
«We shall build good ships here. At a profit — if we can. At a loss — if we must. But always good ships».
Collis Potter Huntington
«Мы должны строить здесь хорошие корабли. С выгодой — если можем. С убытком — если должны. Но всегда хорошие корабли».
Коллис Поттер Хантингтон